# スロベニア鉄道311/315形電車
311/315形電車（311/315がたでんしゃ）は、かつてユーゴスラビアの国有鉄道であったユーゴスラビア鉄道が導入した電車。ポーランドのヴロツワフに存在した州営車両工場（Panstwowa Fabryka Wagonów ’ we Wrocławiu）、通称「パファワグ（Pafawag）」製の車両であった事から、導入当時のポーランド統一労働者党第一書記であったヴワディスワフ・ゴムウカにちなみ「ゴムルカ（Gomulka）」と呼ばれていた。ユーゴスラビア解体後はスロベニアの国有鉄道のスロベニア鉄道へ継承され、2021年まで営業運転に用いられた。

## 概要
ユーゴスラビア社会主義連邦共和国成立後、現在のスロベニア共和国にあたる地域（スロベニア人民共和国→スロベニア社会主義共和国）では、動力近代化の一環として直流3,000 Vによる電化が進められていた。一方、1964年4月に実施されたポーランドとユーゴスラビアの産業協力委員会による会合の中でポーランド側の生産量増産が決定した影響もあり、ポーランド製の電車を導入する事が決定した。まず同年6月にポーランド国鉄に導入されていたEN57形（3両編成1本）が試験的に輸入され、リュブリャナとセジャーナを結ぶ列車に用いられた。その結果が良好だったことを受け、同年8月にパファワグ（Pafawag）との間に新型電車を導入する契約が交わされた。
編成は動力が存在しない運転台付きの制御車である315形と主電動機やパンタグラフが搭載された中間電動車の311形で構成され、編成全体で主要機器を分散搭載する形の「ユニット」を構成していた。塗装は車体上部がクリーム色、下部が赤色で、屋根は銀色に塗られていた。乗降扉部分と仕切りで区分されていた車内の座席は両形式とも全席2等座席となっており、各車両にはトイレが設けられていた。

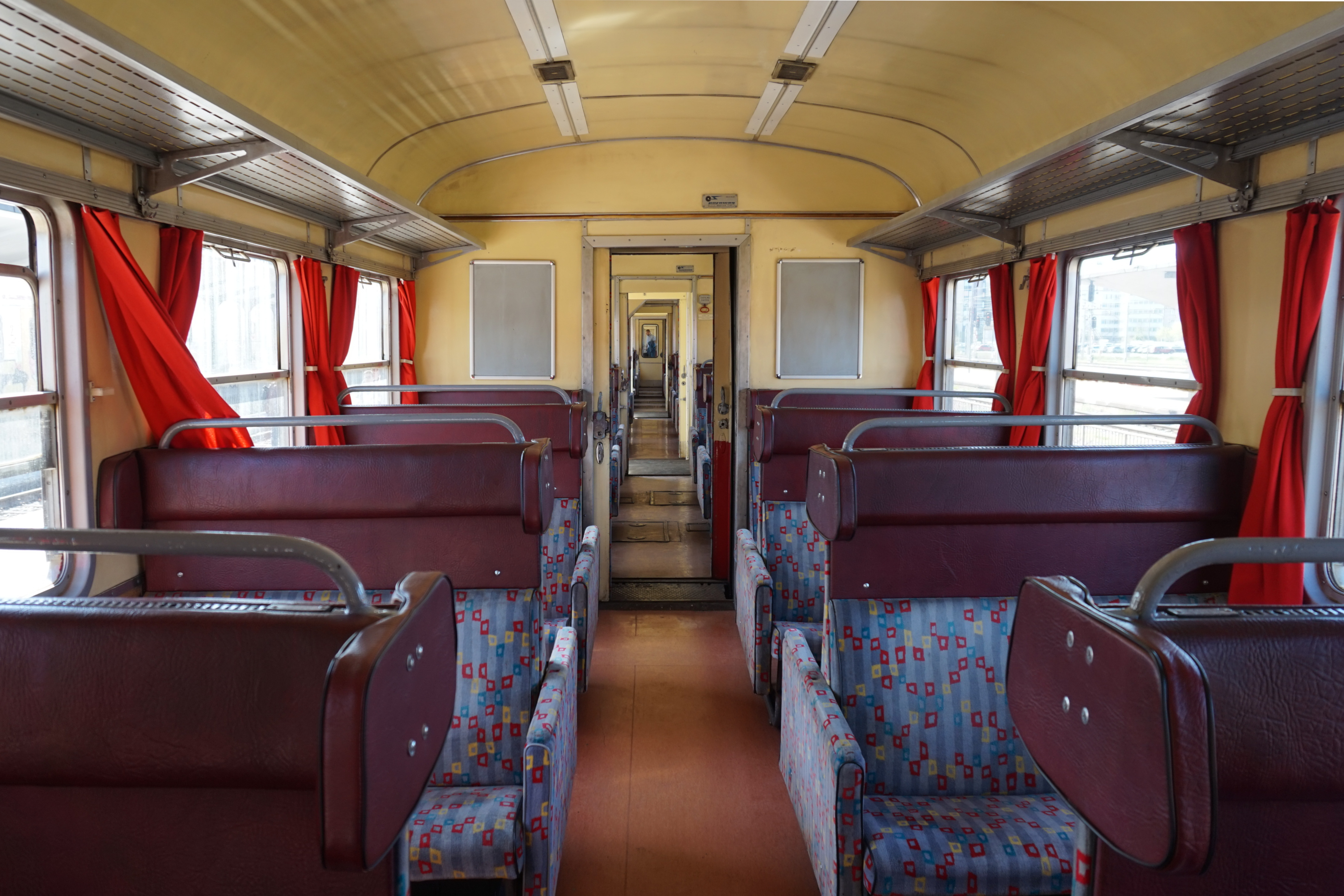
車内
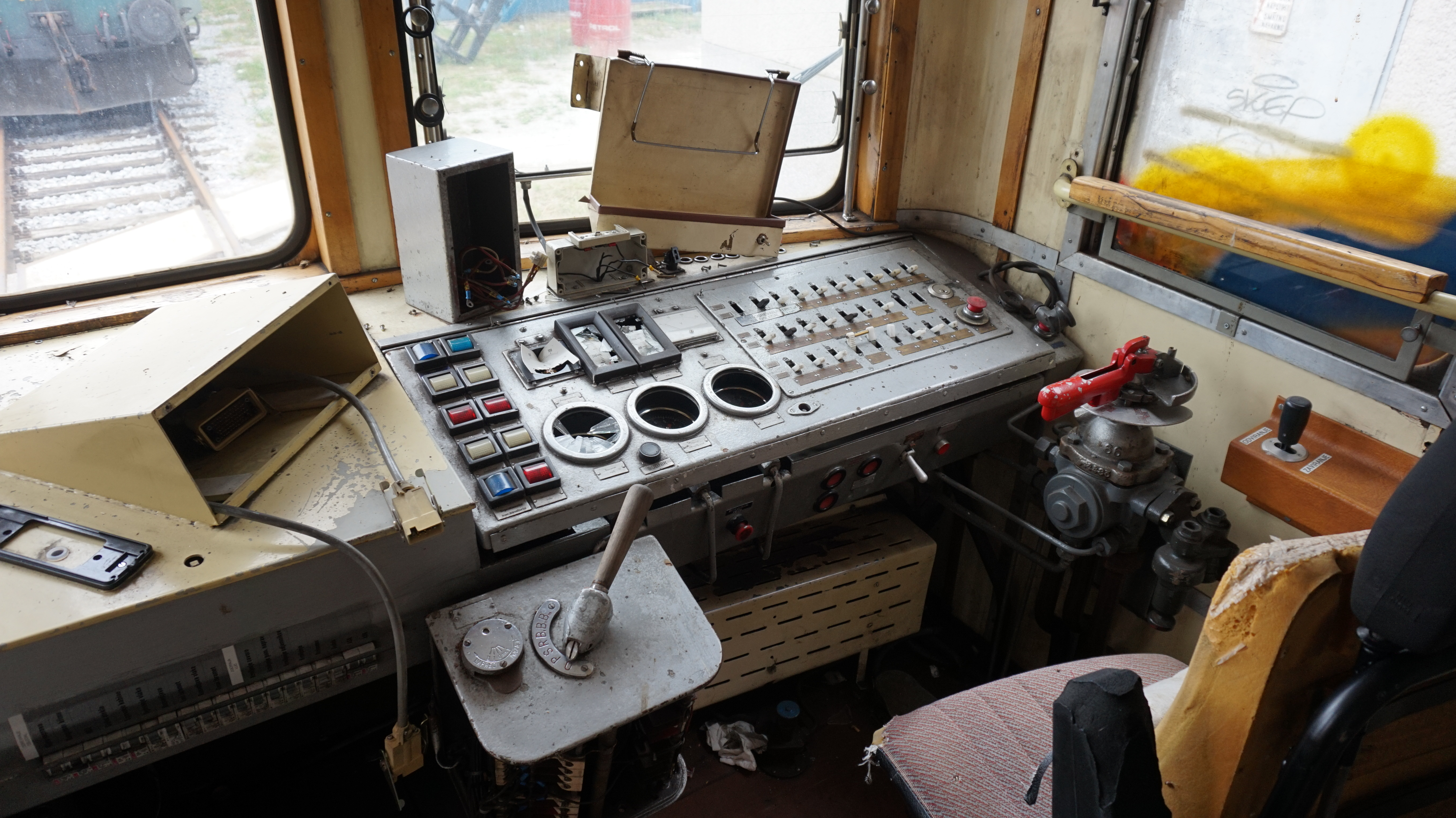
運転台（廃車車両）
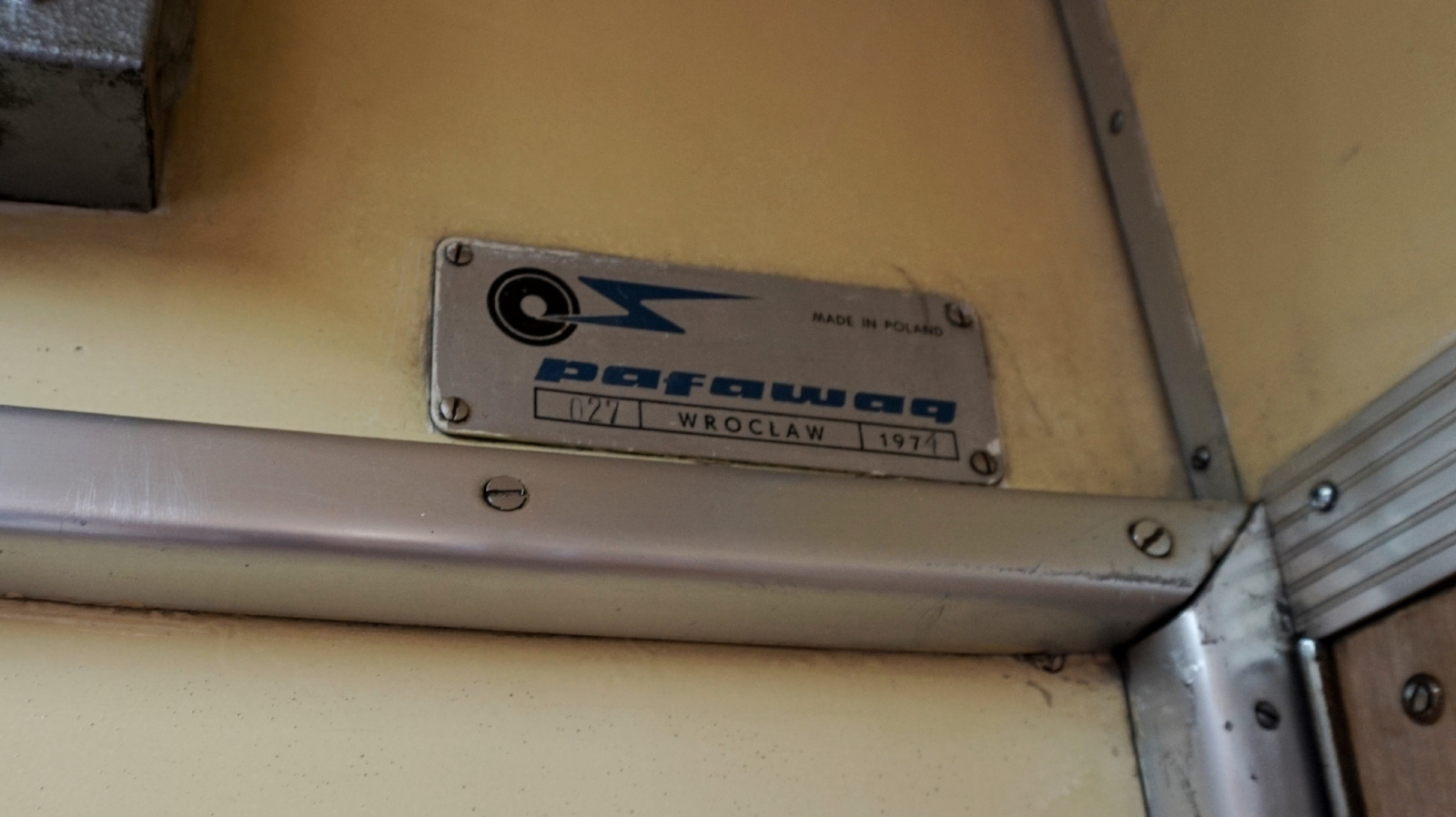
製造銘板

## 運用
最初に導入契約が結ばれたのは3両編成3本（315形0番台 + 311形0番台 + 315形0番台）と4両編成12本（315形100番台 + 311形100番台 + 311形100番台 + 315形100番台）で、3両編成は1964年、4両編成は1965年から順次営業運転に投入された。311/315形による編成の導入によって従来の列車から大幅な高速化が実現し、列車によっては総括制御による2編成の連結運転も行われた。また、地域間列車のみならず、夏季の海水浴客向け列車やイタリア・トリエステへの国際列車にも使用された。これらの車両の中間電動車（311形）は製造当初パンタグラフが2基設置されていたが、4両編成用の車両（100番台）については車両間の高電圧による電源接続が確立された事から1基に減らされた。
その後、高速性や快適性が評価された311/315形を更に増便し列車の運行頻度の増加を図るため、1972年に4両編成（315形200番台 + 311形200番台 + 311形200番台 + 315形200番台）を15本増備する契約が締結され、1974年から1975年にかけて順次導入された。これらの車両は運行実績に応じた改良がなされており、2両の中間電動車はパンタグラフが2基搭載されている車両とパンタグラフが設置されない車両で構成されていた他、制御車の車内には低電圧のキャビネットが設置された。

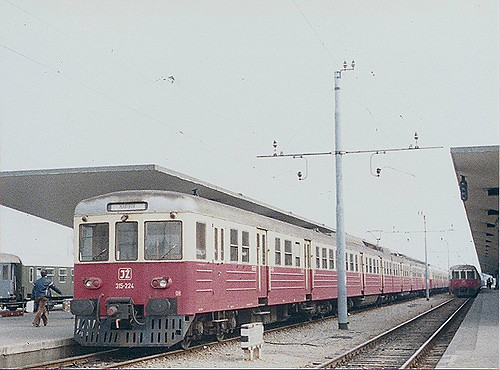
311/315形（200番台）（1984年撮影）

以降、311/315形は本数の増備に加えて電化区間の拡大により、運行範囲を広げた。また、4両編成のうち3本については一時的にビュッフェが設置され、都市間急行列車に使用された事が確認されている。一方、電化区間における電気機関車が牽引する客車列車の置き換えに必要とされる編成数の不足が問題になる中で、一部区間では4両編成による運行が利用客に対して過剰である事が指摘されるようになった。それを受け、1977年に新たに10両の制御車（315形）の発注が行われ、1978年から1979年にかけて生産・導入が実施された。これは4両編成（100番台）から中間電動車（311形）を1両捻出し、新たな3両編成を構成するための増備であり、火災や事故で破損した車両の復旧も含めて1982年までに3両編成が10本組み立てられる事となった。それに伴い、3両編成となった車両は番号の変更（100番台→0番台）が実施された他、4両編成のまま残存した100番台についても番号の変更が実施された。
その後、ユーゴスラビア解体によるスロベニア独立によって成立したスロベニア鉄道には、事故廃車分を除き3両編成13本、4両編成17本、予備の制御車1両が継承された。これらの車両の本格的な置き換えは2000年以降本格的に開始されたものの、この時点では完全な置き換えには至らず、3両編成2本と4両編成7本が残存した。だがその後も廃車が進行した結果、2021年の時点で残されたのは4両編成5本（200番台）のみとなった。そして、これらについてもシュタッドラー・レール製の新型車両の導入による置き換えが決定した事で2021年6月24日をもって営業運転を終了し、7月2日に客を乗せない最後の回送運転が実施された。廃車後はほとんどの車両が解体された一方、2編成がスロベニア各地に保存されている他、レストランに転用された車両も存在する。また、2000年代に廃車された4両編成1本についてはポーランドの私鉄への売却が実施されている。

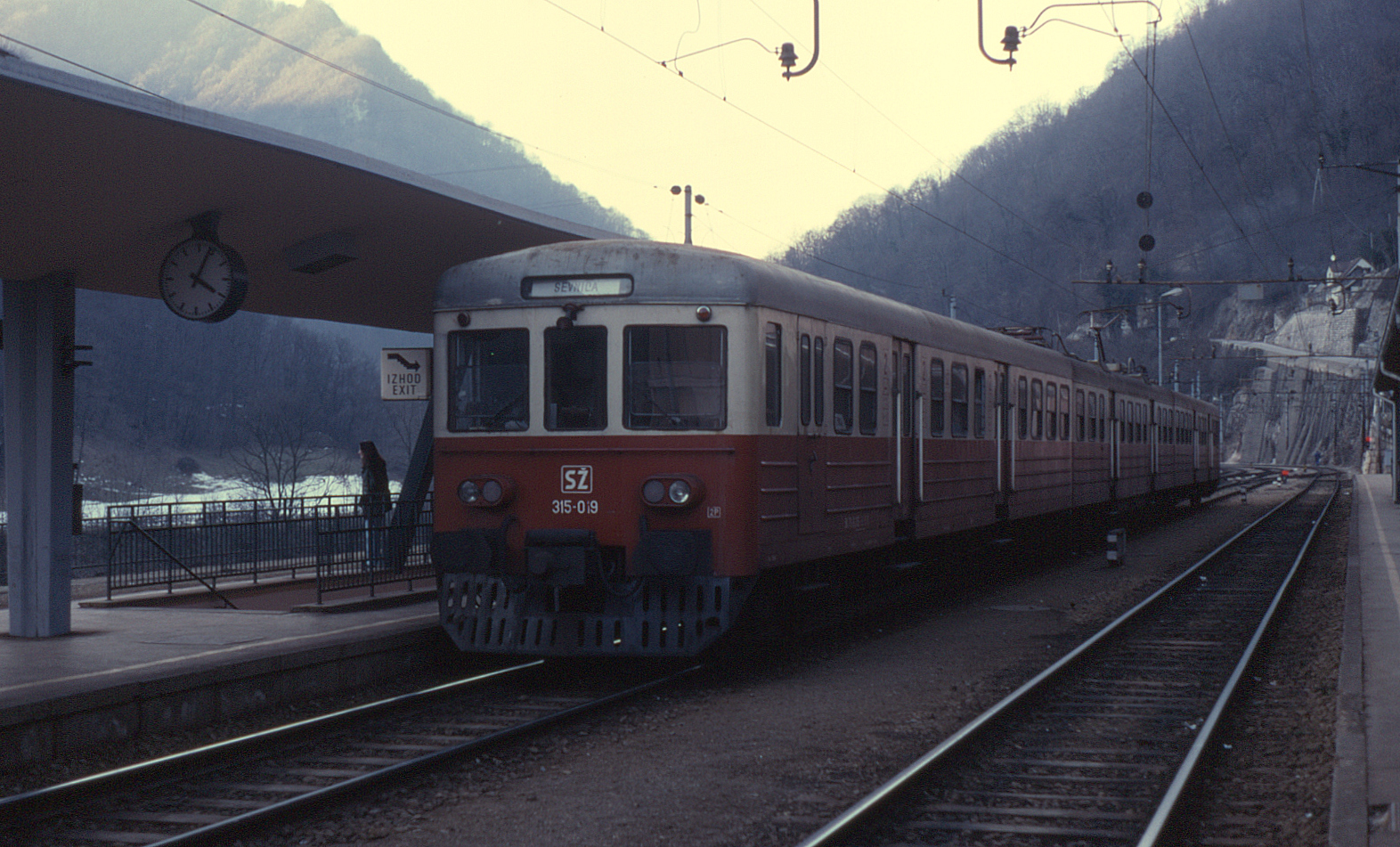
311/315形（3両編成、組み換え編成）（1997年撮影）
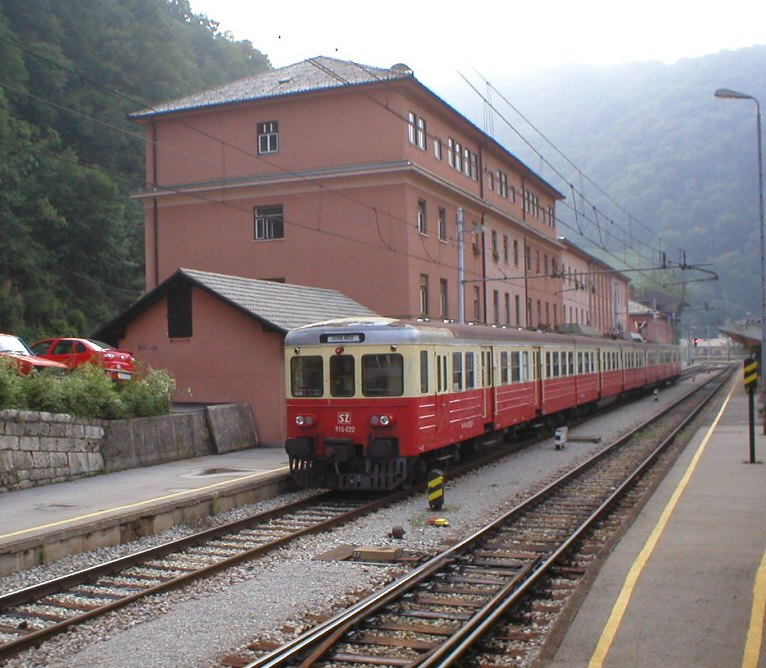
311/315形（4両編成、200番台）（2007年撮影）
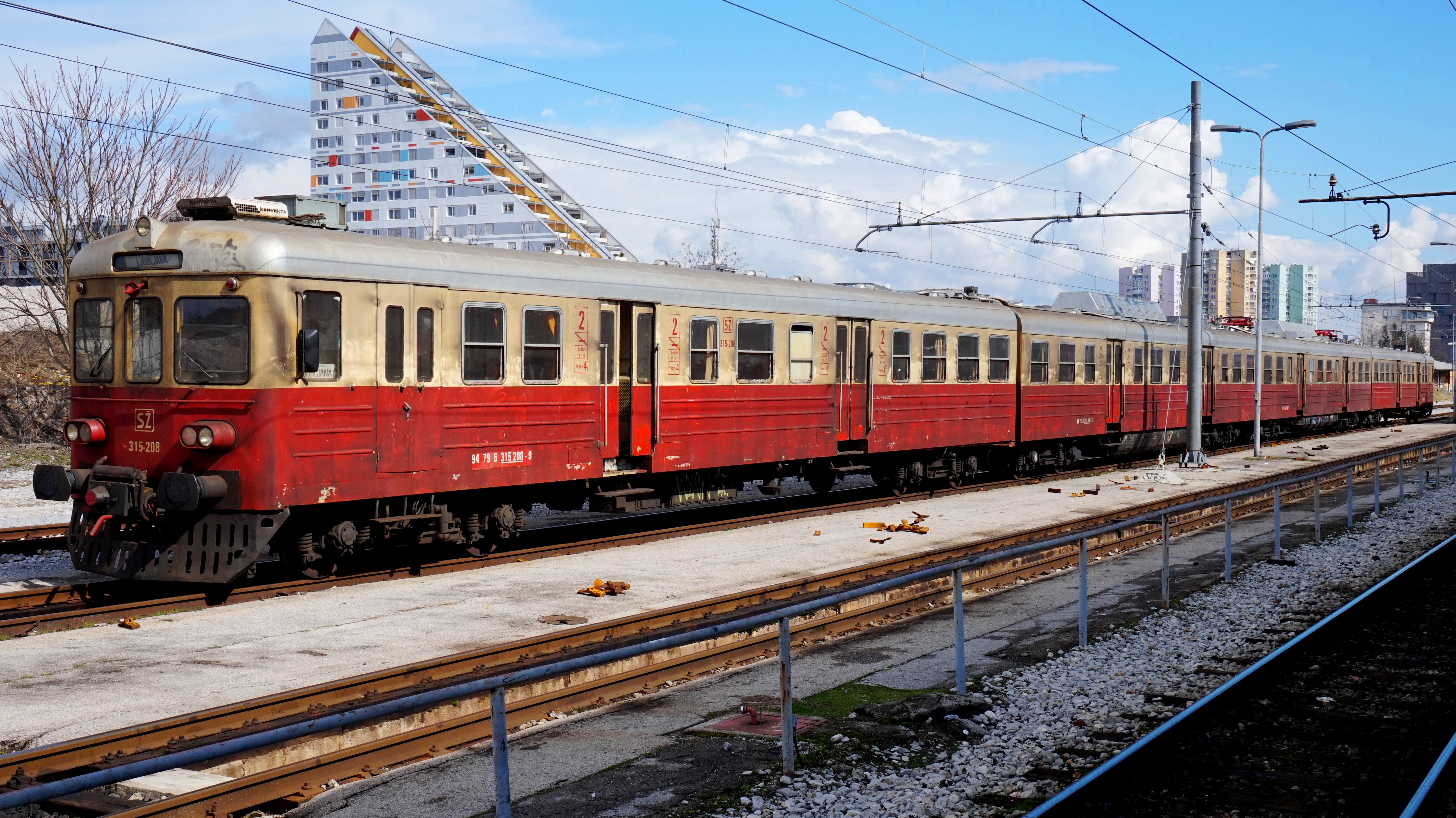
311/315形（4両編成、200番台）（2018年撮影）

## 関連形式

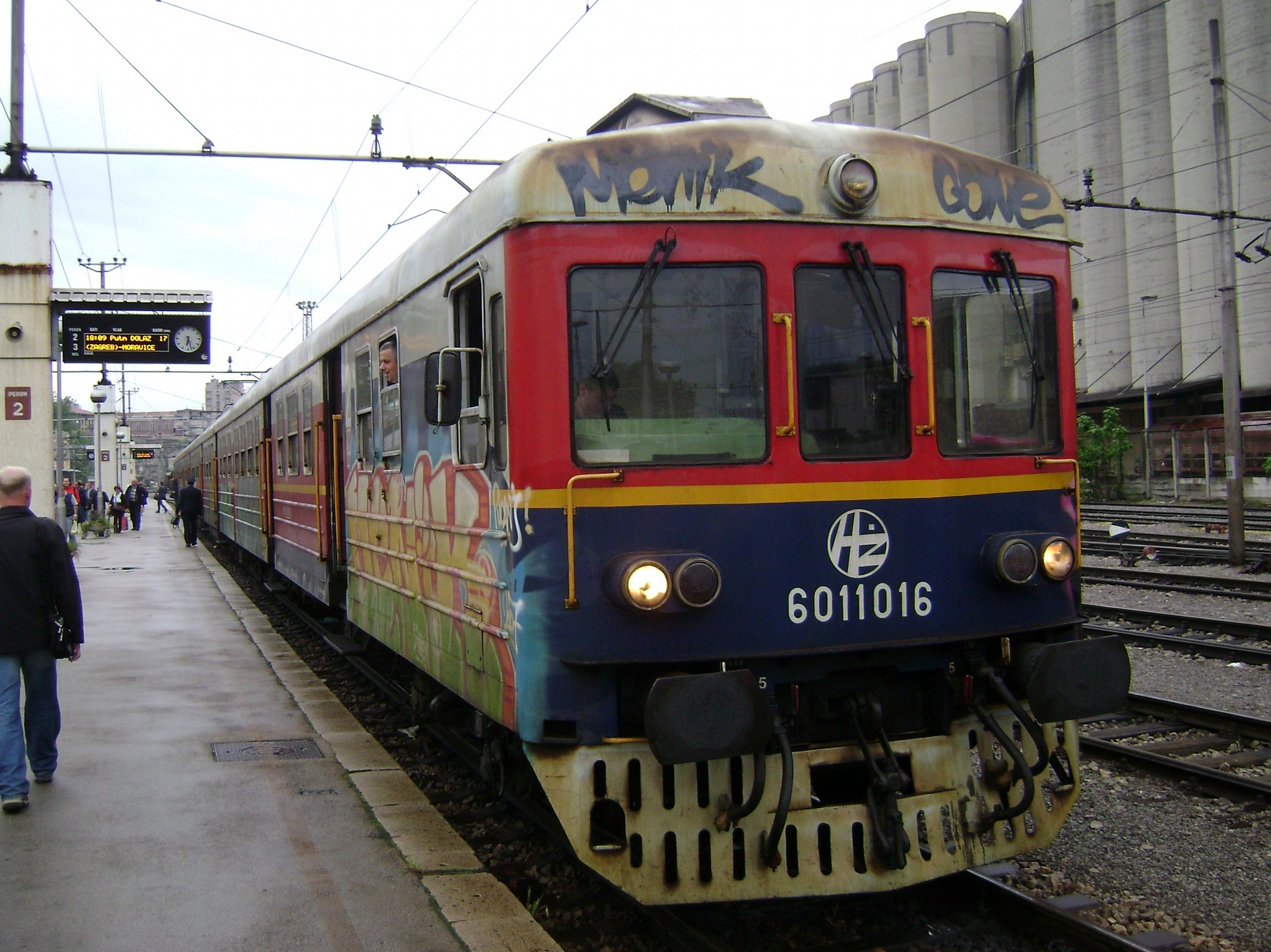
クロアチア鉄道6011形電車（2008年撮影）

- クロアチア鉄道6011形電車（クロアチア語版） - ユーゴスラビア鉄道時代に導入された、311/315形の同型車両。ユーゴスラビア解体後はクロアチアの国有鉄道であるクロアチア鉄道へ継承され、2011年まで使用された。そのうち一部車両はポーランドへ売却され、更新工事を受けた上で営業運転に投入されている[4][9]。